# Кушнир, Йосеф
Йосеф Кушнир (15 ноября 1900, Бендеры, Бессарабская губерния — 6 января 1983, Хайфа) — израильский политический деятель, депутат Кнессета от партии МАПАМ.

## Биография
В 1922 году прибыл в подмандатную Палестину, окончил школу юриспруденции в Иерусалиме. Работал адвокатом. Стал активистом и одним из руководителей левого крыла социал-демократической рабочей партии Поалей Цион. В 1945 году вступил в Ха-шомер ха-цаир. Был членом центральной комиссии МАПАМа и членом секретариата МАПАМа в Хайфе.
В 1950—1955 годах — член городского совета Хайфы. Состоял председателем профсоюза адвокатов в Хайфе.
С 10 июля 1960 года по 4 сентября 1961 года — депутат Кнессета 4-го созыва от Объединённой партии рабочих, член комиссии по делам Кнессета, законодательной комиссии и комиссии по образованию и культуре. С 24 октября 1962 года по 22 ноября 1965 года — депутат Кнессета 5-го созыва от Объединённой партии рабочих, член законодательной комиссии.
В честь Кушнира названа улица в Хайфе.